# San Mateo Tócuaro
San Mateo Tócuaro es una localidad del estado mexicano de Guanajuato. Es parte del municipio de Acámbaro.

## Toponimia
El nombre «San Mateo» hace referencia al santo patrono de la localidad: Mateo el Evangelista. El nombre «Tócuaro» proviene del purépecha. Su significado es «lugar de hachas».

## Historia
San Mateo Tócuaro fue fundado el 21 de septiembre de 1527 por el padre Antonio de Bermul, junto a un grupo de 40 familias purépechas.

## Demografía
| Gráfica de evolución demográfica |
|                                  |

| Censo | Población |
| ----- | --------- |
| 1900  | 496       |
| 1910  | 458       |
| 1921  | 516       |
| 1930  | 689       |
| 1940  | 520       |
| 1950  | 837       |
| 1960  | 1 024     |
| 1970  | 863       |
| 1980  | 1 075     |
| 1990  | 1 485     |
| 2000  | 1 461     |
| 2010  | 1 589     |
| 2020  | 1 685     |